# Райхел, Роберт
Роберт Райхел (чеш. Robert Reichel; род. 25 июня 1971, Литвинов) — чехословацкий и чешский хоккеист, игравший на позиции центрального нападающего, хоккейный тренер. Начинал свою карьеру в составе клуба «Литвинов» из первой хоккейной лиги Чехословакии, в сезоне 1989/90 забросил 49 шайб (второй в истории Чехословакии результат). Провёл 11 сезонов в НХЛ за клубы «Калгари Флэймз», «Нью-Йорк Айлендерс», «Финикс Койотс» и «Торонто Мейпл Лифс» — 830 игр, 252 шайбы, 378 голевых передач (итого 630 очков). В активе Райхела также выступления за немецкий клуб «Франкфурт Лайонс». Завершил карьеру в 2010 году капитаном «Литвинова».
Выступал за сборные Чехословакии и Чехии, член символических сборных чемпионатов Европы (до 18 лет) и чемпионатов мира (до 20 лет), а также взрослых чемпионатов мира. Участник Кубка Канады и Кубка мира. Трижды чемпион мира (1996, 2000, 2001), четырежды бронзовый призёр чемпионатов мира. Олимпийский чемпион 1998 года: в полуфинале против Канады реализовал единственный буллит сборной Чехии.

## Карьера игрока

### Литвинов, Калгари и Нью-Йорк
Роберт начал свою игровую карьеру в возрасте 16 лет, став игроком клуба «Литвинов» в первой лиге Чехословакии. В первом сезоне 1987/88 он набрал 27 очков, во втором сезоне 1988/89 — 48 очков. В 1989 году на ежегодном Драфте НХЛ Роберт был выбран в 4-м раунде под 70-м номером командой «Калгари Флэймз». Сезон 1989/90 провёл в «Литвинове», где в 52 играх регулярного чемпионата и плей-офф забросил 49 шайб и установил второй результат в истории Чехословакии, став лучшим нападающим года, попав в команду звёзд чемпионата ЧССР и уступив только Доминику Гашеку в борьбе за звание лучшего хоккеиста года.
На момент своего отправления в «Калгари Флэймз» в сезон 1990/91 Райхел считался одним из наиболее перспективных чехословацких хоккеистов. 8 октября 1990 года он провёл первый матч против «Виннипег Джетс», а 20 октября забросил первую шайбу в игре против «Бостон Брюинз». Он набрал в первом сезоне 41 очко, а во втором — уже 54 очка. В сезоне 1992/93 он занял 2-е место по числу набранных очков (88 против 100 очков Теорена Флёри), а в сезоне 1993/94 с 93 очками уже стал лидером.
Из-за локаута в первой половине сезона 1994/95 Райхел выступал за «Франкфурт Лайонс» в Германии, набрав 43 очка в 21 матче, а по возвращении в «Калгари» набрал 35 очков в 48 встречах. Позже с клубом произошёл конфликт по поводу контракта: по итогам сезона Райхел получил 725 тысяч канадских долларов, но ему предлагали 1 миллион долларов в США во Франкфурте. В итоге Райхел отправился выступать в сезоне 1995/1996 за немецкий клуб и по итогам 46 игр набрал 101 очко (47 голов и 54 голевые передачи).
Райхел и «Флэймз» сумели разрешить конфликт после возвращения Роберта из Германии: в сезоне 1996/97 он заключил контракт на три года на сумму в 4,4 миллиона долларов США, но провёл всего 70 игр и набрал 43 очка (16 голов и 27 голевых передач), вследствие чего пошли слухи о продаже игрока. 18 марта 1997 года состоялся обмен Райхела на Марти Макинниса, Тайрона Гарнера и игрока из 6-го раунда Драфта НХЛ 1997 года между «Калгари Флэймз» и «Нью-Йорк Айлендерс». За 12 игр в составе «островитян» Райхел набрал 19 очков, а по сумме выступлений за две команды по итогам сезона — 62 очка.

### Финикс, Торонто и Литвинов
Сезон 1997/98 года в составе «Айлендерс» Райхел отыграл полностью, забросив 25 шайб и отдав 40 голевых передач. В середине сезона 1998/99 он был продан «Финикс Койотс»: 20 марта 1999 года состоялся обмен на Брэда Исбистера и правом на драфт игроков. Райхел, будучи ограниченно свободным агентом, пытался добиться суммы контракта в 3 миллиона долларов США, однако после провала переговоров решил вернуться домой в «Литвинов».
Средний результат в течение двух сезонов за «Литвинов» — более 1 очка за игру. Права на продажу игрока «койоты» передали ещё одному клубу НХЛ — «Торонто Мейпл Лифс» (вместе с Трэвисом Грином и Крэйгом Миллсом) в обмен на Даниила Маркова, сделка состоялась 12 июня 2001 года. В сезоне 2001/2002 он забросил 20 шайб, превзойдя эту отметку в 7-й раз в своей карьере в НХЛ, и довёл число очков до 51. Однако наметилась отрицательная динамика: в сезоне 2002/2003 он набрал 42 очка, в сезоне 2003/2004 — 30. После этого Райхел покинул НХЛ и доиграл в «Литвинове», добившись рекорда в 47 очков в 52 встречах в сезоне 2006/07. Карьеру завершил в 2010 году.

### В сборной
С 1987 по 2004 год Райхел был бессменным игроком в составе сборных ЧССР и Чехии. С 1988 по 1990 год он сыграл на пяти турнирах среди юниорских и молодёжных команд. В 1988 году он выиграл чемпионат Европы среди юниоров, через год взял серебряную медаль (в 1989 году он набрал 21 очко в 6 играх). С 1988 по 1990 год сыграл на трёх чемпионатах мира среди молодёжи, взяв дважды бронзовые медали, а в 1990 году стал лучшим бомбардиром с 21 очками (единственный игрок в истории — лучший по очкам на юниорских чемпионате Европы и чемпионате мира). Вошёл в сборную звёзд турнира и стал лучшим нападающим, с 40 очками считается лучшим бомбардиром молодёжных чемпионатов мира (рекорд всё ещё не побит).
Дебют на чемпионатах мира состоялся в 1990 году. Райхел играл в нападении вместе с Бобби Холиком и Яромиром Ягром, набрал 11 очков и завоевал бронзовую медаль, попав в сборную звёзд чемпионата. В 1996 и 2001 годах он снова попадал в сборные звёзд, выиграв в 1996, 2000 и 2001 годах чемпионаты мира (в его активе есть ещё четыре бронзовые медали). На чемпионате мира 2001 года в Германии Райхел стал лучшим бомбардиром сборной Чехии, набрав 12 очков (5+7) в 9 матчах при показателе полезности +11.
В 1998 году Райхел стал олимпийским чемпионом в составе сборной Чехии, что считается высшим её достижением на Олимпийских играх со времён распада Чехословакии. В полуфинале Чехия играла против сборной Канады, по итогам основного времени был счёт 1:1, а овертайм не выявил победителей. Исход матча решался в серии буллитов. Роберт Райхел бросал первым из чехов и сумел пробить Патрика Руа. Остальные чехи не забили свои буллиты, но Доминик Гашек парировал все броски канадцев, таким образом буллит Райхела стал победным. В финале сборная Чехии обыграла команду России со счётом 1:0. В 2002 году Райхел также играл на Олимпиаде, но тогда сборная не преодолела четвертьфинал, проиграв России 0:1.
Последним крупным турниром в составе сборной Чехии для Роберта стал Кубок мира 2004 года, где он был капитаном сборной. На турнире в 4 матчах Райхел не набрал ни одного очка (чехи в полуфинале в овертайме проиграли канадцам).

## Личная жизнь
Райхел имеет немецкие корни. Его брат Мартин, также хоккеист, переехал в Германию в 1990 году и, приняв гражданство Германии, стал выступать за сборную Германии, проведя в её составе более 150 матчей. 15 февраля 2002 года он сыграл против своего брата на Олимпийских играх (чехи выиграли 8:2, Роберт забросил последнюю шайбу в матче): этот случай стал вторым в истории олимпийского хоккея. Мартин всю карьеру провёл в немецких клубах, в 2017 году был включён в Зал славы немецкого хоккея.
Племянник Роберта и сын Мартина Лукас (род. 2002) также стал хоккеистом и выступает за сборную Германии.

## Статистика выступлений

### Регулярный сезон и плей-офф
| 1987/88     | Литвинов           | Чехословакия | 36  | 17  | 10  | 27  | 8   | —  | — | —  | —  | —  |
| 1988/89     | Литвинов           | Чехословакия | 44  | 23  | 25  | 48  | 32  | —  | — | —  | —  | —  |
| 1989/90     | Литвинов           | Чехословакия | 44  | 43  | 28  | 71  | —   | 8  | 6 | 6  | 12 | —  |
| 1990/91     | Калгари Флэймз     | НХЛ          | 66  | 19  | 22  | 41  | 22  | 6  | 1 | 1  | 2  | 0  |
| 1991/92     | Калгари Флэймз     | НХЛ          | 77  | 20  | 34  | 54  | 32  | —  | — | —  | —  | —  |
| 1992/93     | Калгари Флэймз     | НХЛ          | 80  | 40  | 48  | 88  | 54  | 6  | 2 | 4  | 6  | 2  |
| 1993/94     | Калгари Флэймз     | НХЛ          | 84  | 40  | 53  | 93  | 58  | 7  | 0 | 5  | 5  | 0  |
| 1994/95     | Франкфурт Лайонс   | Германия     | 21  | 19  | 24  | 43  | 41  | —  | — | —  | —  | —  |
| 1994/95     | Калгари Флэймз     | НХЛ          | 48  | 18  | 17  | 35  | 28  | 7  | 2 | 4  | 6  | 4  |
| 1995/96     | Франкфурт Лайонс   | Германия     | 46  | 47  | 54  | 101 | 84  | —  | — | —  | —  | —  |
| 1996/97     | Калгари Флэймз     | НХЛ          | 70  | 16  | 27  | 43  | 22  | —  | — | —  | —  | —  |
| 1996/97     | Нью-Йорк Айлендерс | НХЛ          | 12  | 5   | 14  | 19  | 4   | —  | — | —  | —  | —  |
| 1997/98     | Нью-Йорк Айлендерс | НХЛ          | 82  | 25  | 40  | 65  | 32  | —  | — | —  | —  | —  |
| 1998/99     | Нью-Йорк Айлендерс | НХЛ          | 70  | 19  | 37  | 56  | 50  | —  | — | —  | —  | —  |
| 1998/99     | Финикс Койотс      | НХЛ          | 13  | 7   | 6   | 13  | 4   | 7  | 1 | 3  | 4  | 2  |
| 1999/00     | Литвинов           | Чехия        | 45  | 25  | 32  | 57  | 24  | 7  | 3 | 4  | 7  | 2  |
| 2000/01     | Литвинов           | Чехия        | 49  | 23  | 33  | 56  | 72  | 5  | 1 | 2  | 3  | 2  |
| 2001/02     | Торонто Мейпл Лифс | НХЛ          | 78  | 20  | 31  | 51  | 26  | 18 | 0 | 3  | 3  | 4  |
| 2002/03     | Торонто Мейпл Лифс | НХЛ          | 81  | 12  | 30  | 42  | 26  | 7  | 2 | 1  | 3  | 0  |
| 2003/04     | Торонто Мейпл Лифс | НХЛ          | 69  | 11  | 19  | 30  | 30  | 12 | 0 | 2  | 2  | 8  |
| 2004/05     | Литвинов           | Чехия        | 32  | 9   | 19  | 28  | 32  | —  | — | —  | —  | —  |
| 2005/06     | Литвинов           | Чехия        | 52  | 11  | 26  | 37  | 50  | —  | — | —  | —  | —  |
| 2006/07     | Литвинов           | Чехия        | 52  | 26  | 21  | 47  | 46  | —  | — | —  | —  | —  |
| 2007/08     | Литвинов           | Чехия        | 51  | 23  | 7   | 30  | 62  | 5  | 1 | 0  | 1  | 0  |
| 2008/09     | Литвинов           | Чехия        | 47  | 14  | 31  | 45  | 72  | 1  | 0 | 0  | 0  | 2  |
| 2009/10     | Литвинов           | Чехия        | 52  | 13  | 28  | 41  | 88  | 5  | 3 | 4  | 7  | 0  |
| Итого в НХЛ | Итого в НХЛ        | Итого в НХЛ  | 830 | 252 | 378 | 630 | 388 | 70 | 8 | 23 | 31 | 20 |

### В сборной
| Год                        | Сборная                    | Турнир                     | Игры | Голы | Пасы | Очки | Штрафные минуты |
| -------------------------- | -------------------------- | -------------------------- | ---- | ---- | ---- | ---- | --------------- |
| 1988                       | Чехословакия (до 20 лет)   | МЧМ                        | 7    | 3    | 8    | 11   | 2               |
| 1988                       | Чехословакия (до 20 лет)   | ЮЧЕ                        | 6    | 8    | 4    | 12   | 6               |
| 1989                       | Чехословакия (до 20 лет)   | МЧМ                        | 7    | 4    | 4    | 8    | 4               |
| 1989                       | Чехословакия (до 20 лет)   | ЮЧЕ                        | 6    | 14   | 7    | 21   | 22              |
| 1990                       | Чехословакия (до 20 лет)   | МЧМ                        | 7    | 11   | 10   | 21   | 4               |
| 1990                       | Чехословакия               | ЧМ                         | 10   | 5    | 6    | 11   | 4               |
| 1991                       | Чехословакия               | ЧМ                         | 8    | 2    | 4    | 6    | 10              |
| 1991                       | Чехословакия               | КК                         | 5    | 1    | 2    | 3    | 6               |
| 1992                       | Чехословакия               | ЧМ                         | 8    | 1    | 3    | 4    | 2               |
| 1996                       | Чехия                      | ЧМ                         | 8    | 4    | 4    | 8    | 0               |
| 1996                       | Чехия                      | КМ                         | 3    | 1    | 0    | 1    | 0               |
| 1997                       | Чехия                      | ЧМ                         | 9    | 1    | 4    | 5    | 4               |
| 1998                       | Чехия                      | ОИ                         | 6    | 3    | 0    | 3    | 0               |
| 1998                       | Чехия                      | ЧМ                         | 8    | 0    | 4    | 4    | 0               |
| 2000                       | Чехия                      | ЧМ                         | 9    | 2    | 3    | 5    | 4               |
| 2001                       | Чехия                      | ЧМ                         | 9    | 5    | 7    | 12   | 4               |
| 2002                       | Чехия                      | ОИ                         | 4    | 1    | 0    | 1    | 2               |
| 2003                       | Чехия                      | ЧМ                         | 8    | 4    | 4    | 8    | 2               |
| 2004                       | Чехия                      | КМ                         | 4    | 0    | 0    | 0    | 2               |
| Итого за юношеские сборные | Итого за юношеские сборные | Итого за юношеские сборные | 33   | 40   | 33   | 73   | 38              |
| Итого за основные сборные  | Итого за основные сборные  | Итого за основные сборные  | 99   | 30   | 41   | 71   | 40              |

## Личные достижения и награды
| Награда                                            | Год              | Источник |
| -------------------------------------------------- | ---------------- | -------- |
| Член сборной звёзд чемпионата Европы среди юниоров | 1988 1989        | [ 5 ]    |
| Лучший нападающий чемпионата мира среди молодёжи   | 1990             | [ 21 ]   |
| Член сборной звёзд чемпионата мира среди молодёжи  | 1990             | [ 21 ]   |
| Член сборной звёзд Первой лиги Чехословакии        | 1989/1990        | [ 5 ]    |
| Член сборной звёзд чемпионата мира                 | 1990, 1996, 2001 | [ 21 ]   |